# アレトペルタ
アレトペルタ(Aletopelta)はカリフォルニア州南部で発見された白亜紀後期の曲竜類恐竜の属の一つ。

## 発見と命名
1987年、カリフォルニア海岸のカールスバッド近郊のカレッジブールバードで建設作業が行われていた。ブラッドフォード・ライニー(Bradford Riney)は、その現場で古生物学的な調査をしている際、下水管用に掘られた溝から化石が発見されたことに注目した。それは数日のうちに、サンディエゴ自然史博物館によって保護された。1988年、この発見はトーマス・デマレによって報告された。この発見は、その地域では最初の鎧竜類の化石でとして重要であったため、多くの注目を集めた。それは 「カールスバッドのアンキロサウルス類」(Carlsbad Ankylosaur)と呼ばれた。1996年、デマレとウォルター・プレストンクームスによって化石は記載されたが、学名は命名されなかった。
2001年、模式種アレトペルタ・クームジ (Aletopelta coombsi)がトレイシー・リー・フォード(Tracy Lee Ford)とジェームズ・カークランドによって記載された。属名は古代ギリシャ語で「漂流する」を意味する  ἀλήτης と「盾」を意味する πέλτη の組み合わせで、「漂流する盾」という意味である。その個体が死んだ時、半島山脈のテクトニックプレート上にある死骸の場所がメキシコの中央の逆サイドにあった。したがってこのプレートは骨を運びながら、彷徨うように北方へ移動していたと思われる事から、ベン・クライスラーによってこの属名が提案された。種小名は「曲竜類に関する長年の画期的な研究、ならびに多くの愛好家やプロの古生物学者に影響を与えた事」を称えて古脊椎動物学者ウォルター・プレストン・クームズ・ジュニアに献名されたものである。

## 化石

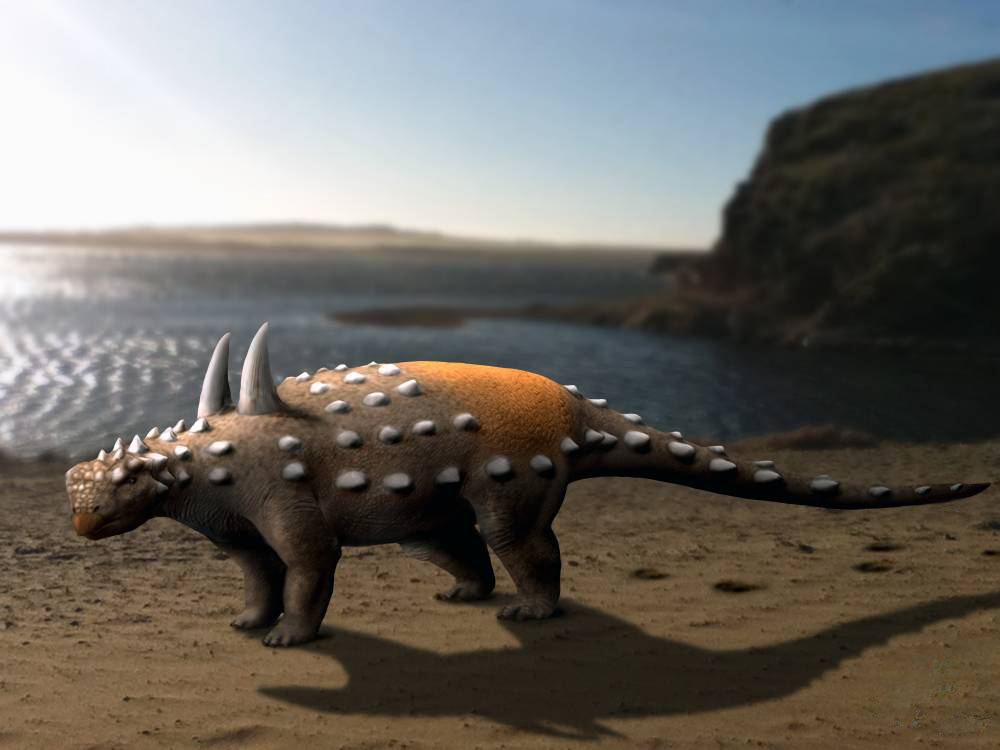
生体復元図

アレトペルタは頭骨を欠く単一の部分骨格で成るホロタイプ SDNHM 33909のみで知られている。その標本の一部はサンディエゴのサンディエゴ自然史博物館に展示されている。その骨格は橈骨、尺骨、上腕骨、肩甲骨、大腿骨、脛骨、腓骨、腸骨、脊椎、肋骨、骨盤帯を覆う部分的な装甲、頸部のハーフリング、少なくとも16個の遊離した装甲板、8本の歯で構成され、海成層であるポイントロマ層(カンパニアン期後期、約7550万年前)で発見された。 どうやら膨張した動物の死体は海面を漂い、骨にくっついている軟体動物によって証明されているように、背中を下にして沈んだ後、小さな魚礁環境を形成したと思われる。死骸はサメによって漁られた可能性がある。ほとんどの骨は関節面を失い、空洞になっている。結果、骨格要素の保存状態は悪い。

## 記載
アレトペルタは中型のアンキロサウルス類で、最初は全長約6mと推定された。2010年、グレゴリー・ポールは全長約5m、体重は約2tと推定した。
ホロタイプの損傷が激しいため、属の特徴を理解することは難しい。2004年、マシュー・ヴィッカリアス(Matthew Vickaryous)は、アレトペルタを疑問名とした。

## 系統発生
アレトペルタは主に皮骨の形状と配置がノドサウルス科よりもアンキロサウルス科により近い事に基づいて、アンキロサウルス科に属すると見られている。

## 参照
1. 1 2  W.P. Coombs, Jr. and T.A. Deméré, 1996, "A Late Cretaceous nodosaurid ankylosaur (Dinosauria: Ornithischia) from marine sediments of coastal California", Journal of Paleontology 70(2): 311-326
2. 1 2  T.L. Ford and J.I. Kirkland, 2001, "Carlsbad ankylosaur (Ornithischia, Ankylosauria): an ankylosaurid and not a nodosaurid", In: The Armored Dinosaurs. Indiana University Press, Bloomington pp 239-260
3. ↑  Paul, G.S., 2010, The Princeton Field Guide to Dinosaurs, Princeton University Press p. 233
4. ↑  Vickaryous, M.K.; Maryańska, T.; Weishampel, D.B. (2004). “Ankylosauria”. In Weishampel, D. B.; Dodson, P.; Osmólska, H.. The Dinosauria (Second Edition). University of California Press. pp. 363–392. ISBN 0-520-24209-2